# Fuente de la doncella
La Fuente de la Doncella, también conocida como Fuente Catalana, es una escultura realizada en mármol blanco que representa, en tamaño natural, a una mujer desnuda sacando agua de un pilón.
Fue donada por la Colectividad Catalana residente en la Argentina a la Ciudad de Buenos Aires, a comienzos del siglo XX, con motivo de una fiesta ofrecida por dicha comunidad a la visita a la Argentina de su autor, el artista barcelonés Josep Llimona i Bruguera.
Se inauguró el 19 de julio de 1931, emplazándose cercana a un ombú, en el Parque Rivadavia. Allí permaneció hasta el año 1970 en que fue desplazada para reubicarla, en 1971, en la Plaza San Martín, frente a la estatua de Esteban Echeverría, lugar en donde permaneció hasta fines de 2009, cuando fue devuelta al Parque Rivadavia.

## Historia
En 1925, con motivo de una exposición, visitó la Argentina el escultor catalán Josep Llimona Bruguera, quien había recibido en 1907 el premio de honor en la V Exposición Internacional de Bellas Artes e Industrias Artísticas de Barcelona. Fue entonces que la comunidad catalana del país aprovechó para pedirle la realización de una escultura que sería donada al país. Aunque Llimona se entusiasmó con la idea, demoró años en la realización de dicha escultura, a la que llamó Fuente de la doncella, y recién se la inauguró el 19 de julio de 1931, en el Parque Rivadavia, que había sido creado tres años antes, en el llamado barrio de Caballito, de la ciudad de Buenos Aires. 
La escultura representa a una joven desnuda que está por sacar agua de un pilón o reposador de agua. Antes de ser enviada a la Argentina había sido expuesta en Barcelona y un crítico había comentado:

Se ve que en Buenos Aires el desnudo femenino en una plaza pública no produce los ridículos aspavientos que hacen en Barcelona y felicitamos a los catalanes de afuera, que nos hacen quedar como un pueblo civilizado.

Sin embargo, con el correr de las décadas las instituciones barriales decidieron que por cuestiones de decoro no era apropiado que permaneciese en ese parque en el que se habían agregado un templete a la Virgen de Luján y un Monumento a la Madre. Por lo tanto las autoridades la retiraron el 6 de abril de 1970 y recién el 13 de noviembre de 1971, a pedido de la colectividad catalana, se la emplazó en la Plaza General San Martín, en el barrio de Retiro, frente a la estatua de Esteban Echeverría.

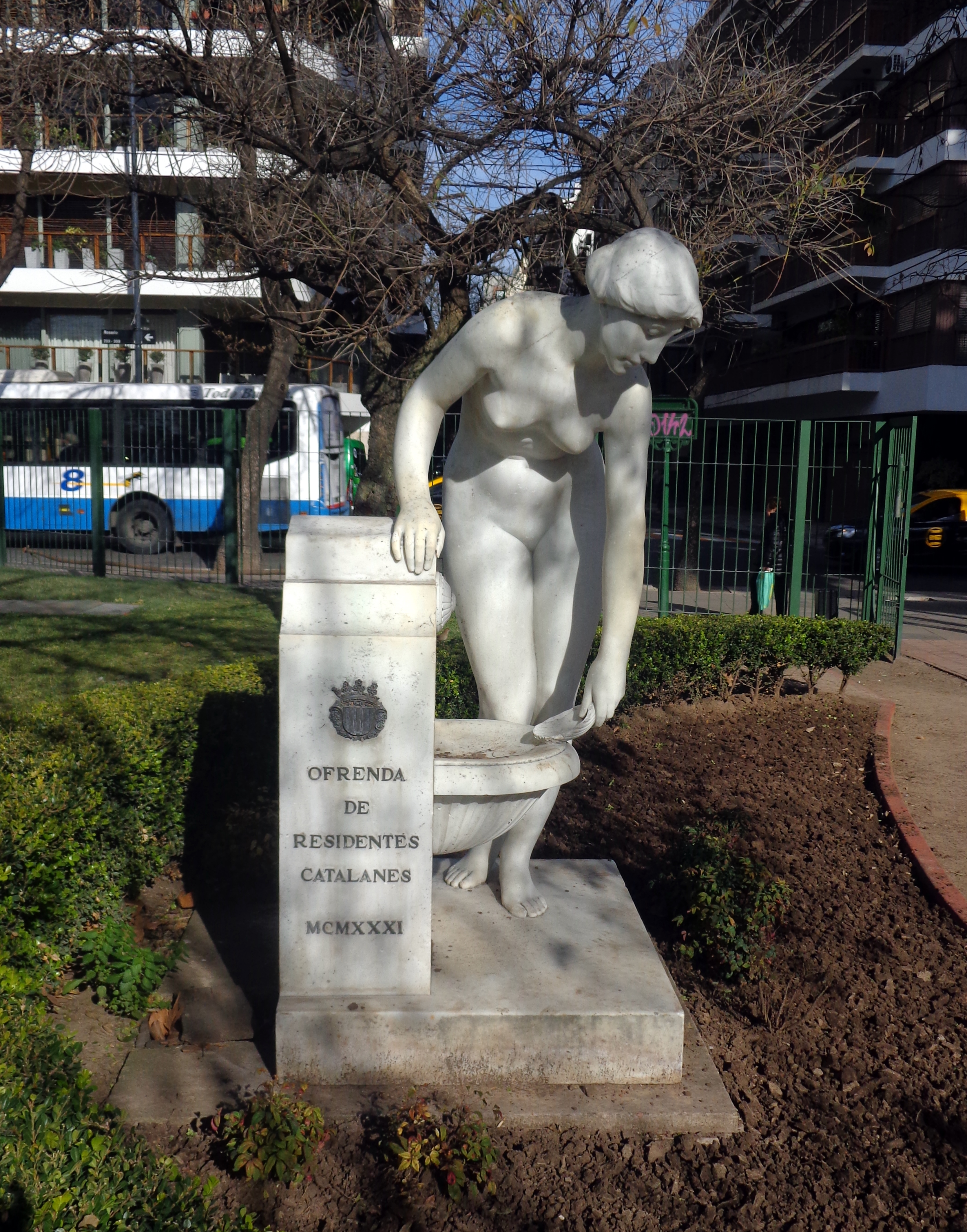

Después de 2003, habiéndose remodelado el Parque Rivadavia, numerosos vecinos de Caballito pidieron que se recuperase La Fuente Catalana para el barrio. Con motivo de esto, en 2006, se presentó un proyecto a la Legislatura de la Ciudad de Buenos Aires para reubicarla en su lugar original. La resolución fue publicada en el Boletín Oficial n.º 2783 del 5 de octubre de 2007. El 22 de diciembre de 2009, la fuente fue colocada nuevamente en el Parque Rivadavia.

## Citas
1. ↑  Sonia Berjman (2003). Plaza San Martín, imágenes de una historia p 114. Ed. NobuKo. ISBN 987-20641-0-5.
2. ↑  Boletín Oficial Nº 2783, Legislatura de la Ciudad Autónoma de Buenos Aires
3. ↑  Retornó a Parque Rivadavia una fuente que los militares sacaron por "obscena" Clarín - 29 de diciembre de 2009